# Saparmyrat Nyýazow

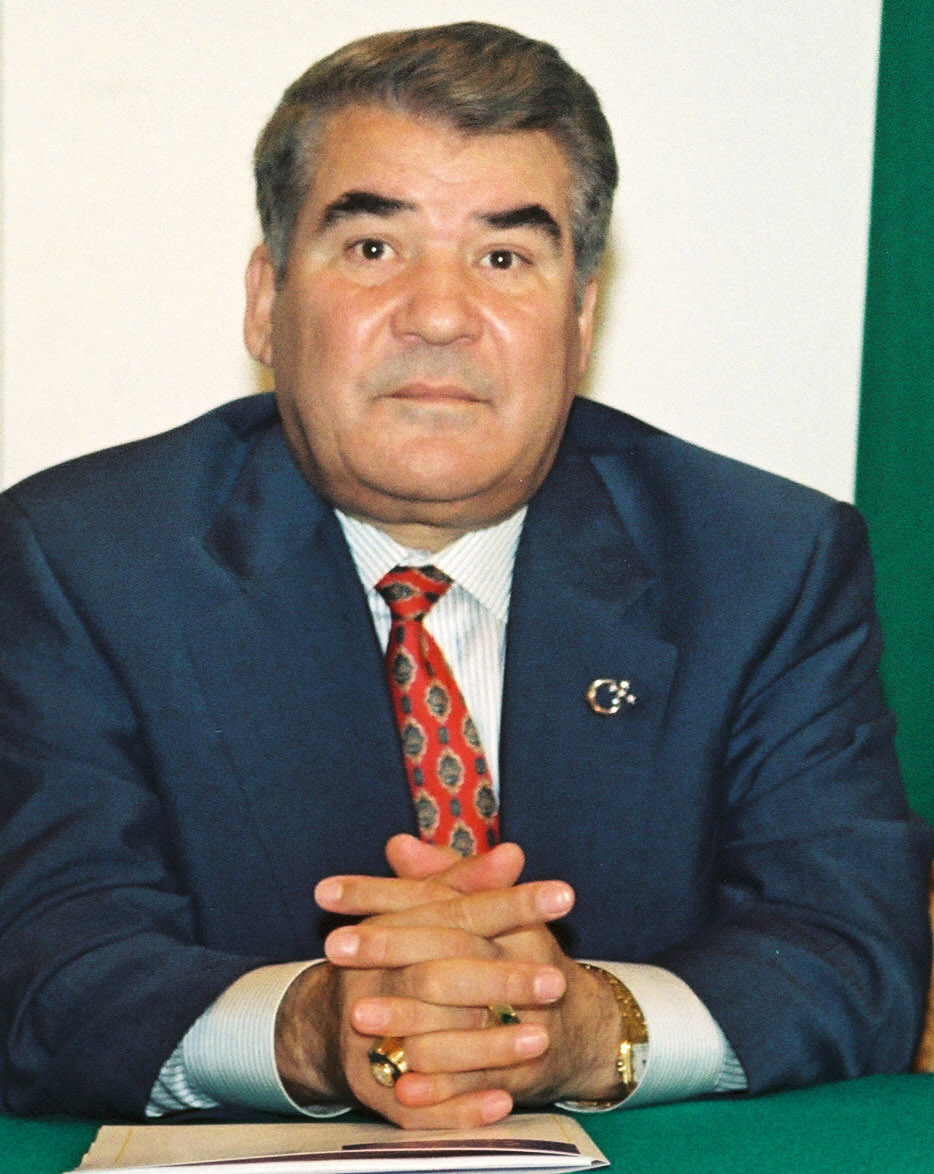
Saparmyrat Nyýazow, 1998

Saparmyrat Ataýewiç Nyýazow, deutsch: Saparmurat Atajewitsch Nijasow (* 19. Februar 1940 in Gypjak, Turkmenische SSR, Sowjetunion; † 21. Dezember 2006 in Aşgabat, Turkmenistan), war ein turkmenischer Politiker. Am 27. Oktober 1991 erklärte er die Unabhängigkeit Turkmenistans von der Sowjetunion und war bis zu seinem Tod erster Präsident des Landes. Während dieser Zeit trug er den Titel „Türkmenbaşy“ (Führer der Turkmenen).
Nyýazow wuchs als Waisenkind auf, nachdem sein Vater im Zweiten Weltkrieg und seine Mutter beim Erdbeben von Aşgabat 1948 gestorben waren. Während seines Studiums im damaligen Leningrad trat er in die Kommunistische Partei der Sowjetunion ein und stieg nach seiner Rückkehr in die Turkmenische SSR in der Parteihierarchie rasch auf. 1985 wurde er Generalsekretär der KP der Turkmenischen SSR, 1990 wurde er bei der ersten Präsidentschaftswahl in der Turkmenischen SSR als deren Kandidat zum Präsidenten gewählt. Gestützt auf den bestehenden Machtapparat konnte sich Nyýazow nach der Unabhängigkeit 1991 als Staatsoberhaupt behaupten. 1992 wurde er ohne Gegenkandidat zum Präsidenten gewählt. In einem Referendum im Januar 1994 wurde seine Amtszeit von fünf auf zehn Jahre verlängert, 1999 wurde er vom turkmenischen Parlament schließlich zum Präsidenten auf Lebenszeit ernannt.
Unter Nyýazow entwickelte sich Turkmenistan zu einem der repressivsten Staaten der Welt, in dem Menschenrechte systematisch verletzt wurden. Die autoritäre Herrschaft war durch einen ausschweifenden Personenkult um den Präsidenten und seine Familie gekennzeichnet; jegliche Opposition wurde vom staatlichen Sicherheitsapparat unterdrückt. Das Bildungs-, Gesundheits- und Sozialsystem wurde durch Einsparungen und eine starke Zentralisierung auf die Hauptstadt Aşgabat geschwächt, was für die Landbevölkerung Verarmung und reduzierte Lebenserwartung zur Folge hatte. In der Außenpolitik verfolgte Nyýazow das Konzept der dauerhaften Neutralität, wodurch eine äußere Einflussnahme auf die politische Entwicklung des Landes verhindert werden sollte.

## Familie und Herkunft
Nyýazow wurde am 19. Februar 1940 in der Stadt Gypjak nahe Aşgabat, der Hauptstadt Turkmenistans, geboren. Seine Familie und insbesondere seine Eltern wurden im Rahmen des Personenkults um Nyýazow ebenfalls glorifiziert, sodass nur wenige verlässliche Informationen zu den familiären Verhältnissen Nyýazows vorliegen. Die Familie gehörte zum Stamm der Tekke, der im turkmenischen Stammessystem den zahlenmäßig größten und einflussreichsten Stamm bildet. Der Großvater Nyýazows war ein wohlhabender Landbesitzer in Gypjak, verlor seinen Besitz aber während der Kollektivierungen unter der Herrschaft Josef Stalins.
Sein Vater Atamurat Nyýazow diente nach offizieller Darstellung im Zweiten Weltkrieg in der Roten Armee. Er fiel 1942 im Kaukasus im Kampf gegen die Heeresgruppe A der Wehrmacht, die im Zuge des Unternehmens Edelweiß in Richtung Baku vorrückte, dabei aber von der sowjetischen Armee gestoppt werden konnte. Aufgrund mangelnder Belege für diese Darstellung ist das Verhalten von Atamurat Nyýazow im Zweiten Weltkrieg immer wieder Gegenstand von Spekulationen, die von Fahnenflucht bis zu einer Zusammenarbeit mit der Wehrmacht reichen.
Saparmyrat Nyýazows Mutter ist als Gurbansoltan-eje bekannt und nahm im Personenkult um die Familie des späteren Präsidenten eine hervorgehobene Stellung ein. Sie gebar drei Söhne, wobei die beiden Brüder Saparmyrat Nyýazows in den Jahren 1938 und 1942 auf die Welt kamen. Seine Mutter und seine beiden Brüder fielen am 6. Oktober 1948 dem Erdbeben von Aşgabat zum Opfer, sodass Saparmyrat Nyýazow im Alter von acht Jahren zum Vollwaisen wurde.

## Jugend und Studium (1948–1970)
Nach dem Tod seiner Mutter wuchs Nyýazow zunächst in einem Waisenheim auf, später lebte er bei entfernten Verwandten. 1957 schloss Nyýazow seine Schullaufbahn ab und ging daraufhin nach Moskau, wo er am Moskauer Energetischen Institut im Bereich Energietechnik studierte. Bereits nach dem ersten Semester kehrte er jedoch Anfang des Jahres 1958 in die Turkmenische SSR zurück. Dort war er als Ausbilder der Gewerkschaftsunion für Mineralerkundungsarbeiten tätig, ehe er im Jahr 1960 ein zweites Studium in Russland aufnahm, dieses Mal am Polytechnischen Institut im damaligen Leningrad. Während seines Studiums der Ingenieurwissenschaften lernte er seine spätere Frau Muza Melnikowa, eine Russin aus einer jüdischen Familie, kennen. Außerdem trat er im Jahr 1962 in die Kommunistische Partei der Sowjetunion ein. Im Jahr 1967 graduierte er in Leningrad mit einem Abschluss in Ingenieurwissenschaften und kehrte daraufhin nach Aşgabat zurück. Von 1967 bis 1970 war er in einem Kraftwerk in der Stadt Büzmeýin nordwestlich der turkmenischen Hauptstadt tätig. Parallel setzte er sein Engagement in der Kommunistischen Partei in Turkmenistan fort.

## Karriere in der Kommunistischen Partei (1970–1992)
Im Jahr 1970 gab Nyýazow seine bisherige Anstellung auf und wurde verstärkt in der Kommunistischen Partei tätig. Als einer der wenigen ethnischen Turkmenen mit einem abgeschlossenen Studium im technischen Bereich, die eine Karriere in der Turkmenischen KP anstrebten, wurde Nyýazow ein schneller Aufstieg in den Führungskader der Partei ermöglicht. Neben seiner Herkunft und seinem Studium begünstigte vor allem sein Ruf als effizienter Apparatschik und seine Fähigkeit zur Bildung politischer Allianzen seinen raschen Aufstieg in der Partei. Von 1970 bis 1975 war er als Ausbilder der Turkmenischen KP im Bereich Verkehr und Industrie tätig, ehe er 1975 zum stellvertretenden Leiter der Abteilung für Industrie in der Turkmenischen KP aufstieg. Nach einem Besuch der Höheren Parteischule in Taschkent im Jahr 1976 kehrte er nach Aşgabat zurück, wurde 1979 Leiter derselben Abteilung und 1980 Vorsitzender des Parteikomitees der KP in Aşgabat. Ab 1984 war Nyýazow Ausbilder für Organisation und Parteiarbeit in der KPdSU. Im August 1985 beschrieb ein Artikel in der Parteizeitung Prawda Mängel in der turkmenischen Baumwollwirtschaft und kritisierte die Führung der Kommunistischen Partei in Turkmenistan. Dieser Artikel gab Michail Gorbatschow, seit März 1985 Generalsekretär des Zentralkomitees der KPdSU, die Gelegenheit, die als korrupt und ineffizient geltende Parteiführung um Generalsekretär Muhammetnazar Gapurow neu aufzustellen. Am 21. Dezember 1985 wurde Gapurow offiziell abgesetzt, als sein Nachfolger wurde Nyýazow Vorsitzender der turkmenischen Parteiorganisation. Von 1986 bis 1991 war Nyýazow darüber hinaus Mitglied des ZK der KPdSU sowie von 1990 bis 1991 Mitglied des Politbüros der KPdSU.
Bei der ersten Präsidentschaftswahl in der Turkmenischen SSR am 27. Oktober 1990 wurde Nyýazow als einziger Kandidat mit mehr als 98 % der Stimmen erster Präsident der Turkmenischen SSR. Den Reformen Gorbatschows stand Nyýazow kritisch gegenüber und reagierte mit einem strikt strukturkonservativen Kurs in der Turkmenischen SSR. Er unterstützte den Augustputsch in Moskau im Jahr 1991, passte sich der politischen Gemengelage nach dem Scheitern des Putsches und dem zunehmenden Zerfall der Sowjetunion jedoch rasch an und trieb die Unabhängigkeit Turkmenistans voran. Mit der offiziellen Unabhängigkeit am 27. Oktober 1991 wurde Nyýazow erstes Staatsoberhaupt des unabhängigen Staates Turkmenistan. Am 16. Dezember 1991 löste sich die Kommunistische Partei Turkmenistans auf und ging in der am 3. März 1992 unter Führung Nyýazows gegründeten Demokratischen Partei Turkmenistans (DPT) auf.

## Präsidentschaft (1992–2006)

### Wahlen und politisches System

#### Verfassung von 1992
Nach der Unabhängigkeit Turkmenistans konnte Nyýazow, gestützt auf den Machtapparat der Sowjetära, seine Stellung an der Staatsspitze behaupten. Am 18. Mai 1992 trat die neue Verfassung Turkmenistans in Kraft, die dem Präsidenten als Oberhaupt der Exekutive weitreichende Kompetenzen einräumte. Dieser konnte ohne Zustimmung der Legislative Richter ernennen, wodurch Nyýazow unmittelbar Einfluss auf die Judikative nehmen und eine kontrollierte, regierungstreue Rechtsprechung etablieren konnte. Die Legislative wurde formal durch ein Zweikammersystem, bestehend aus der Versammlung von Turkmenistan und dem Volksrat, gebildet. Die 50 Mitglieder der Versammlung von Turkmenistan wurden in direkter Mehrheitswahl für fünf Jahre gewählt, während die Delegierten im Volksrat teilweise gewählt und teilweise vom Präsidenten ernannt wurden. Mit dem Inkrafttreten der neuen Verfassung ging zudem das Amt des Premierministers an den Präsidenten über, sodass der ehemalige Premierminister Han Ahmedow sein Amt zugunsten Nyýazows aufgeben musste.

#### Präsidentschafts- und Parlamentswahlen
Bei der Präsidentschaftswahl 1992, der ersten Präsidentschaftswahl in der Geschichte des unabhängigen Staates Turkmenistan, kandidierte Nyýazow für die neu geschaffene Demokratische Partei Turkmenistans. Als einziger Kandidat erzielte er ein offizielles Ergebnis von 99,5 % der abgegebenen Stimmen und wurde damit für eine fünfjährige Amtszeit als Präsident Turkmenistans legitimiert.
Zentrale Schritte in Richtung einer autoritären Herrschaft vollzog der Präsident im Jahr 1994. In einem Referendum am 15. Januar 1994 ließ sich Nyýazow formal die Verlängerung seiner Amtszeit von fünf auf zehn Jahre bestätigen, dies entsprach einer Streichung der für das Jahr 1997 angesetzten Präsidentschaftswahl. Das offizielle Ergebnis des Referendums ergab eine Wahlbeteiligung von 100 % und eine Zustimmung von 99,9 % für die Verlängerung der Amtszeit. Am 11. Dezember desselben Jahres fand die erste Parlamentswahl statt, bei der gemäß der turkmenischen Verfassung die 50-köpfige Versammlung von Turkmenistan gewählt wurde. Die Wahl fand unter Ausschluss jeglicher Opposition statt, für die 50 Mandate bewarben sich 51 Kandidaten der DPT. Folglich wurden bei der Wahl, an der sich nach offiziellen Angaben 99,77 % der Wahlberechtigten beteiligten, nur Abgeordnete der DPT gewählt. In der folgenden Legislaturperiode übte das Parlament keinerlei politischen Einfluss aus. Auch die folgenden Parlamentswahlen 1999 und 2004 wurden jeweils ohne oppositionelle Parteien und Kandidaten abgehalten und endeten stets mit dem Gewinn aller Mandate durch Abgeordnete der DPT. So wurde das turkmenische Parlament während der gesamten Amtszeit Nyýazows zu einer rein formalen Kontrollinstanz, die de facto jede Entscheidung des Präsidenten unterstützte. Die Organisation für Sicherheit und Zusammenarbeit in Europa (OSZE) entsandte in dieser Zeit keine Wahlbeobachter nach Turkmenistan, im November 1999 allerdings eine Mission zur Analyse der politischen Situation anlässlich der Parlamentswahl im Dezember 1999. Der Abschlussbericht hielt fest, dass „minimale Voraussetzungen für demokratische Wahlen [...] in Turkmenistan nicht existieren“ und dass „die kommende Wahl nicht kompetitiv sein wird“. Auf die Entsendung einer Beobachtungsmission am Wahltag verzichtete die OSZE daraufhin.

#### Präsident auf Lebenszeit

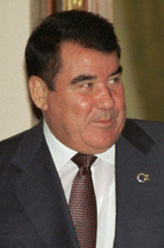
Saparmyrat Nyýazow, 2002

Am 28. Dezember 1999, kurz nach der Parlamentswahl in Turkmenistan 1999 und drei Jahre vor der nächsten Präsidentschaftswahl, ließ sich Nyýazow von den Abgeordneten der Versammlung von Turkmenistan zum Präsidenten auf Lebenszeit wählen, sodass er ohne weitere Wahlen im Amt verbleiben konnte. Am selben Tag kündigte er an, dass die DPT die einzige Partei in Turkmenistan bleiben werde, da das Land für ein Mehrparteiensystem nicht bereit sei. Im Jahr 2003 reformierte Nyýazow das turkmenische Zweikammersystem, indem er die Kompetenzen des Volksrats gegenüber der Versammlung von Turkmenistan erheblich erweiterte. Zudem wurde Nyýazow im Rahmen der Reform Vorsitzender beider Kammern des turkmenischen Parlaments und baute seine Kontrolle über die Legislative damit weiter aus. Während seiner Präsidentschaft kündigte Nyýazow mehrfach an, das Amt des Präsidenten nicht bis zu seinem Tod ausüben zu wollen, sondern zuvor einen Nachfolger aufzubauen. Als Zeithorizont für eine mögliche Amtsübergabe nannte er seinen 70. Geburtstag im Jahr 2010, bei anderen Gelegenheiten kündigte er eine Präsidentschaftswahl für 2008 oder 2009 an. Durch den Tod des Präsidenten im Dezember 2006 wurden diese Pläne durchkreuzt und Nyýazow starb als amtierender Präsident Turkmenistans, ohne einen klaren Nachfolger aufgebaut zu haben.

### Innenpolitik

#### Machterhalt und Umgang mit Oppositionellen
Seine nahezu unbegrenzte Macht in Turkmenistan nutzte Nyýazow innenpolitisch zum Aufbau eines der repressivsten Systeme der Welt. Sein Regime zeichnete sich durch Bekämpfung jeglicher Form von Opposition, Kontrolle über Medien und Religion sowie Einschränkung der in der Verfassung festgeschriebenen Rechte wie Religions-, Meinungs- und Versammlungsfreiheit aus.
Im Zuge der Reformbestrebungen Gorbatschows und des anschließenden Zerfalls der Sowjetunion hatten sich auch in Turkmenistan zahlreiche religiöse und politische Organisationen formiert, die eine Fortsetzung der sowjetischen Tradition durch den ehemaligen KP-Chef Nyýazow ablehnten und eine Demokratisierung oder einen stärkeren Einfluss des Islams auf die Gesellschaft und Politik Turkmenistans anstrebten. Nyýazow begann bald nach der Unabhängigkeit mit der Bekämpfung dieser Organisationen. Zahlreiche führende Oppositionelle konnte der turkmenische Präsident zu Beginn der 1990er-Jahre durch finanzielle Anreize und Prämien, darunter vor allem Datschen, Fahrzeuge und Geldzahlungen, in den Staatsapparat einbinden. Gelang dies nicht, wurden Oppositionelle kriminalisiert und häufig zu langjährigen Haftstrafen verurteilt. Die Loyalität der Justiz gegenüber Nyýazow führte zu zahlreichen Urteilen gegen Oppositionelle, die somit mundtot gemacht wurden.
Neben der Justiz kontrollierte auch der staatliche Sicherheitsapparat um das Komitee für nationale Sicherheit (russisch Komitet Natsionalnoi Bezopastnosti, KNB) die Opposition. Das KNB ist die turkmenische Nachfolgeorganisation des sowjetischen Geheimdienstes KGB und war in der Ära Nyýazow mit umfangreichen Kompetenzen ausgestattet. Die Organisation beschäftigte circa 3.000 Mitarbeiter und unterhielt ein weitreichendes Netz von Informanten zur umfassenden Überwachung der turkmenischen Bevölkerung. Zu den Methoden des KNB zählten Entführung, Erpressung, Verschwindenlassen, Folter und Mord, die Opfer waren dabei zumeist vermeintliche Oppositionelle und Regimekritiker. Zahlreiche politische Gefangene wurden entweder in Gefängnissen eingesperrt oder in Arbeitslager gebracht, wobei in beiden Fällen Menschenrechte systematisch verletzt wurden und die Mortalität unter den Gefangenen hoch war. Ausländischen Schätzungen zufolge lebten Anfang der 2000er-Jahre circa 20.000 Menschen in turkmenischen Arbeitslagern, darunter Kriminelle und politische Gefangene. Ehemalige Häftlinge, die im Rahmen von Amnestien oder nach Ende ihre Haftstrafe aus Turkmenistan flohen, berichteten von Folter und Körperverletzung in den turkmenischen Gefängnissen und Straflagern, zahlreiche andere Oppositionelle verschwanden in Gefängnissen, ohne dass Informationen über ihren Gesundheitszustand nach außen drangen.
Im Laufe der Präsidentschaft Nyýazows nahm die Kriminalisierung der Opposition weiter zu, insbesondere nach einem gescheiterten Attentat auf Nyýazow am 25. November 2002 in Aşgabat. Nach offizieller Darstellung wurden dabei mehrere Schüsse auf die Wagenkolonne des Präsidenten abgegeben, der dabei allerdings unverletzt blieb. Während führende Oppositionelle die Verantwortung für die Tat bestritten und von einer Inszenierung sprachen, beschuldigte Nyýazow die Opposition der Planung des Attentats und sprach von einem versuchten Staatsstreich. Die politische Antwort des Präsidenten war das Gesetz gegen die „Verräter des Vaterlands“, das jegliche Form von Opposition gegen Nyýazow als Verrat einstufte und lebenslange Haftstrafen für Oppositionelle unter vollständiger Abschottung von der Außenwelt vorsah. Auf dieser Grundlage wurden zahlreiche Oppositionelle verhaftet und verschwanden daraufhin in Gefängnissen, andere Regimekritiker setzten sich ins Ausland ab und bauten eine Exilopposition auf, die Menschenrechtsverletzungen in Turkmenistan anprangert, von außen jedoch kaum Einfluss auf die Entwicklungen im Land nehmen kann.
Auch das Recht, politische Parteien zu gründen, das in Artikel 30 der turkmenischen Verfassung festgeschrieben ist, bestand in der Ära Nyýazow nur formal, de facto bestand die Möglichkeit zur legalen Gründung von regimekritischen Parteien nicht. Die 1989 gegründete oppositionelle Partei Agzybirlik wurde bereits 1990 verboten, das Verbot der Nachfolgeorganisation Partei für demokratische Entwicklung folgte im Jahr 1991. Einer der prominentesten Oppositionsführer in Turkmenistan war der ehemalige Außenminister (1995–2000) Boris Orazowiç Şyhmyradow, der 2001 offiziell in die Opposition gegen Nyýazow ging und die Demokratische Volksbewegung Turkmenistans gründete. Nach dem Attentat auf Nyýazow wurde Şyhmyradow als angeblicher Drahtzieher verhaftet und am 30. Dezember 2002 zu 25 Jahren Haft verurteilt. Seitdem fehlen jegliche Informationen über den Verbleib des prominentesten Nyýazow-Gegners.

#### Wirtschaftspolitik

Entwicklung der turkmenischen Ölförderung nach der Unabhängigkeit

Im Bereich der Wirtschaftspolitik kündigte Nyýazow im Jahr 1992 an, Turkmenistan durch die reichen Erdöl- und Erdgasreserven des Landes zum „Kuwait Zentralasiens“ machen zu wollen. 1993 wurde der sowjetische Rubel durch den neu eingeführten Turkmenistan-Manat abgelöst, der sich in den folgenden Jahren durch eine ausgeprägte Inflation auszeichnete. Des Weiteren setzte Nyýazow auf ausländische Direktinvestitionen in den turkmenischen Energiesektor, die jedoch in den 1990er-Jahren aufgrund der wirtschaftlichen Unsicherheit und ausbleibender Reformen nach der Unabhängigkeit auf niedrigem Niveau blieben. Tatsächlich ergab sich in Turkmenistan erst 1998 ein positives Wachstum des realen Bruttoinlandsproduktes und damit später als in den anderen zentralasiatischen Staaten. Dies beruhte vor allem auf einer Ausweitung der Erdölförderung in Turkmenistan, die nach der Unabhängigkeit zunächst deutlich zurückgegangen war, nachdem der Energiesektor des Landes weiterhin von Russland abhängig war, da Erdgas und Erdöl nahezu ausschließlich über die zu Sowjetzeiten angelegte Infrastruktur nach Russland exportiert werden konnten. Die Russlandkrise 1998/1999 erschwerte die wirtschaftliche Erholung in Turkmenistan zusätzlich. Zudem blieb der turkmenische Außenhandel auf wenige Staatsunternehmen begrenzt, sodass ausländische Devisen und wirtschaftliche Impulse aus dem Außenhandel weitestgehend ausblieben. Insgesamt entwickelte sich die Privatwirtschaft unter Nyýazow nur langsam. Ende der 1990er-Jahre schätze die Weltbank den Beitrag privatwirtschaftlicher Unternehmen zum Bruttoinlandsprodukt Turkmenistans auf 10 bis 15 %, auch im Vergleich zu den anderen ehemaligen Sowjetrepubliken Zentralasiens ein auffallend niedriger Wert.

#### Gesundheits- und Sozialsystem
Das turkmenische Gesundheitssystem, während der Präsidentschaft Nyýazows durch Einsparungen und starke Zentralisierung auf die Hauptstadt Aşgabat verschlechtert, wurde Teil des Staatsapparates, der maßgeblich auf die Stabilisierung des autoritären Systems und die Etablierung des Personenkults um Nyýazow ausgerichtet war. Vor diesem Hintergrund ersetzte Nyýazow den Eid des Hippokrates durch ein Bekenntnis der Loyalität gegenüber dem turkmenischen Präsidenten. Im Jahr 2004 wurde auf Anweisung Nyýazows die Diagnose von Infektionskrankheiten wie HIV und Tuberkulose verboten, die sich zuvor in Turkmenistan ausgebreitet hatten. Während der gesamten Präsidentschaft Nyýazows unterlagen die staatlichen Ausgaben für das Gesundheitssystem signifikanten Kürzungen. Im Jahr 2001 wurden aus Kostengründen mehrere Tausend Angestellte im turkmenischen Gesundheitssektor entlassen, im Januar 2004 wurde mit der Entlassung von 15.000 Beschäftigten das Personal im turkmenischen Gesundheitssektor auf einen Schlag um ein Drittel reduziert. Im Februar 2005 kündigte Nyýazow die Schließung aller Krankenhäuser außerhalb Aşgabats mit Ausnahme von jeweils einem Diagnosezentrum in Bezirkshauptstädten an. Trotz der unvollständigen Umsetzung dieser Maßnahme wurde die Gesundheitsversorgung in Gebieten außerhalb der Hauptstadt weitgehend vernachlässigt. Der mangelhafte Zustand des Gesundheitssystems in Turkmenistan führte zu einer Zunahme des Gesundheitstourismus insbesondere nach Usbekistan und vermehrten illegalen Angeboten von Medikamenten auf dem Schwarzmarkt. Nyýazow nutzte die Krise des öffentlichen Gesundheitssystems unterdessen als Anreiz für die regimetreue Elite, die in Aşgabat von einem vergleichsweise guten Gesundheitssystem profitierte. Der Präsident selbst vertraute bei der Behandlung seines Herzleidens ausländischen, vor allem deutschen Ärzten, die für die Behandlung Nyýazows nach Turkmenistan eingeflogen wurden.
Das Sozialsystem in Turkmenistan wurde während der Amtszeit Nyýazows maßgeblich durch die Einnahmen aus dem Export von Erdgas und Erdöl finanziert und umfasste umfangreiche staatliche Subventionen für zahlreiche Güter des täglichen Bedarfs. Die Preise für Wasser, Salz, Mehl, Erdgas und Elektrizität konnten durch die staatlichen Subventionen deutlich reduziert werden, das Ziel einer kostenlosen Bereitstellung dieser Güter, das Nyýazow 1992 im Rahmen des Programms Zehn Jahre des Wohlstands ausgegeben hatte, wurde allerdings zu keinem Zeitpunkt vollumfänglich erreicht. Auch im Bereich des Sozialsystems war die Versorgungslage in der Hauptstadt und im angrenzenden Ahal welaýaty bedeutend besser als in den übrigen Gebieten des Landes, wo es regelmäßig zu Stromausfällen und Nahrungsmittelknappheiten kam. Ein Anspruch auf Rentenzahlungen hatten unter Nyýazow Männer ab einem Alter von 62 Jahren oder nach 25 Jahren Erwerbstätigkeit, Frauen ab einem Alter von 57 Jahren oder nach 20 Jahren Erwerbstätigkeit. Anfang des Jahres 2006 kündigte Nyýazow die Streichung oder Kürzung der Rentenzahlungen für mehr als 100.000 Rentner in Turkmenistan an, woraufhin es vereinzelt zu Protesten von Rentnern kam, die durch die Kürzungen ihrer Lebensgrundlage beraubt wurden. Nyýazow begründete die Maßnahme mit einem Fehler bei einer vorangegangenen Volkszählung, der zu falschen Rentenansprüchen geführt habe.

#### Bildungspolitik
Das turkmenische Bildungssystem bildete eine der zentralen Säulen für das Regime Nyýazows und den Aufbau des Personenkults rund um den Präsidenten. Dabei wurde vor allem das gewünschte Gesellschafts-, Geschichts- und Politikverständnis vermittelt sowie die Verehrung des Präsidenten indoktriniert. Das vollständige staatliche Informationsmonopol ließ abseits der staatlichen Propaganda keine Bildung zu. Vor diesem Hintergrund ordnete Nyýazow im April 2005 auch die Schließung aller öffentlichen Bibliotheken an, da diese nach Aussage des Präsidenten „nicht mehr gebraucht werden“, da „die Turkmenen die Bücher, die sie brauchen, bereits haben“. Die im September 2001 veröffentlichte Ruhnama (siehe auch im Abschnitt Ruhnama) nahm eine zentrale Rolle im turkmenischen Bildungswesen ein. Sie wurde zur Pflichtlektüre für alle Schüler und stand an Schulen und Universitäten regelmäßig auf dem Lehrplan. Das Studium der Ruhnama nahm unter Nyýazow circa ein Drittel des Curriculums ein. Die Verkürzung der Schulzeit von elf auf neun Jahre und das Verbot russischer Lehrmaterialien ohne gleichwertigen Ersatz in turkmenischer Sprache schränkten die Bildungschancen der turkmenischen Bevölkerung weiter ein. Kinder und Jugendliche wurden zudem immer wieder staatlichen Propagandainszenierungen unterworfen, indem sie an Massenveranstaltungen teilnehmen oder Lobpreisungen auf den Präsidenten und sein Regime vortragen mussten.
Das Studium an turkmenischen Universitäten war Jugendlichen aus regimetreuen Familien vorbehalten, eine Beobachtung von Familienangehörigen durch den turkmenischen Geheimdienst führte zum Ausschluss von der Hochschulbildung in Turkmenistan, die unter Nyýazow deutlich zurückgefahren wurde. Vor der Unabhängigkeit traten jährlich circa 30.000 Menschen ein Hochschulstudium in Turkmenistan an, in den Jahren 2001 und 2002 waren es nur noch circa 3.000 Personen. Auch an den Universitäten wurde die Ruhnama verpflichtend gelehrt, darüber hinaus bestand keine Freiheit bei der Wahl eines Studiengangs, der erzwungene Wechsel des Studienfachs war in Turkmenistan verbreitet. Im Jahr 1997 schaffte Nyýazow die Möglichkeit zur Promotion an turkmenischen Hochschulen gänzlich ab, die Hochschulbildung umfasste daraufhin lediglich zwei Theorie- und zwei Praxisjahre.
Zwischenzeitlich war an turkmenischen Schulen sogar Mathematik und Fremdsprachen verboten, erst nach Nyyazows Tod wurde dieses Verbot aufgehoben.

#### Religionspolitik
Das religiöse Leben der mehrheitlich muslimischen Turkmenen war bereits in der Sowjetunion durch die Schließung zahlreicher Moscheen und ein weitreichendes Verbot öffentlicher Religionsausübung stark eingeschränkt worden. Nach der Unabhängigkeit Turkmenistans setzte Nyýazow diesen religionspolitischen Kurs weitestgehend fort. Die Re-Islamisierung, die in anderen ehemaligen Sowjetrepubliken wie Tadschikistan nach dem Zerfall der Sowjetunion stattfand, blieb in Turkmenistan aus. In den ersten Jahren seiner Präsidentschaft schenkte Nyýazow dem Islam insgesamt nur wenig Beachtung und bezeichnete die Wahrscheinlichkeit einer Islamisierung in Turkmenistan als gering.
Mitte der 1990er-Jahre vollzog der Präsident eine Wende in seiner Religionspolitik. Er erkannte den sunnitischen Islam als bedeutendes Element der turkmenischen Gesellschaft an und förderte den Bau von Moscheen und die Ausbildung von Imamen. Die staatliche Förderung des sunnitischen Islams in Turkmenistan ging einher mit weiteren Einschränkungen der privaten Religionsausübung. Im Dezember 1996 erließ Nyýazow ein Dekret, das religiöse Gemeinschaften zur Registrierung durch das Justizministerium verpflichtete; sämtliche nicht-registrierten Religionsgemeinschaften wurden für illegal erklärt. Die Registrierung erfolgte nach dem Erlass des Dekrets nur langsam, in zahlreichen Fällen wurde sie gänzlich verweigert. Im März 2004 waren nach staatlichen Angaben 152 Religionsgemeinschaften registriert, darunter 140 muslimische Gemeinschaften und 12 russisch-orthodoxe Gemeinden. Andere Religionsgemeinschaften, denen keine Registrierung gewährt wurde, wurden auf diese Weise in die Illegalität getrieben und in ihrer Religionsausübung behindert. Trotz der formalen staatlichen Anerkennung wurde auch das muslimische Leben in Turkmenistan stark eingeschränkt, sämtliche islamische Bildungseinrichtungen bis auf die theologische Fakultät an der Staatlichen Universität in Aşgabat wurden geschlossen und die Haddsch nach Mekka war jährlich nur wenigen Hundert turkmenischen Muslimen erlaubt.
Anlass für den Kurswechsel Nyýazows in der Religionspolitik waren einerseits wirtschaftliche Interessen, da Nyýazow auf engere Beziehungen mit der islamischen Welt und damit einhergehende Investitionen in Turkmenistan hoffte, sowie andererseits die Absicht einer religiösen Legitimation seiner Herrschaft. Diese Legitimation erzielte Nyýazow durch die Synthese islamischer Elemente mit dem Kult um seine Person. Er ließ sich in islamischen Gebeten und Predigten preisen, und sein Buch Ruhnama fand Eingang in die islamische Religionsausübung. Vertreter des islamischen Klerus in Turkmenistan, die diesem Vorhaben Nyýazows kritisch gegenüberstanden, wurden scharf sanktioniert und ihres Einflusses beraubt, wie beispielhaft geschehen im Falle des obersten Muftis Turkmenistans, Nasrulla ibn Ibadulla, der die exzessive Verehrung des Präsidenten kritisierte und daraufhin zu einer Haftstrafe verurteilt wurde. Das Amt des obersten Muftis Turkmenistans war Nyýazow untergeordnet, er konnte den Mufti jederzeit entlassen und tat dies während seiner Präsidentschaft auch regelmäßig. Bei der Auswahl der religiösen Würdenträger zählte in erster Linie die Loyalität der Kandidaten gegenüber dem Präsidenten und weniger deren Ausbildung und Eignung. Infolgedessen waren die Nachfolger Nasrulla ibn Ibadullas überwiegend junge turkmenische Geistliche, die im turkmenischen Bildungssystem indoktriniert wurden, jedoch nur über geringe Kenntnisse der arabischen Sprache und der islamischen Religion insgesamt verfügten. Auf diese Weise übte Nyýazow die vollständige Kontrolle über die Religionsausübung in Turkmenistan aus und etablierte den Islam als eine der Säulen seiner Präsidentschaft.

#### Medien und Kultur
Die freie Entwicklung der Kultur- und Medienlandschaft in Turkmenistan wurde unter Nyýazow strikt unterbunden, die in der Verfassung festgeschriebene Presse- und Meinungsfreiheit systematisch missachtet. Unabhängige Medien wurden von Nyýazow nicht geduldet, stattdessen kontrollierten staatliche, regimetreue Medien sämtliche Informationskanäle in Turkmenistan. Die Veröffentlichung und Verbreitung von Druckerzeugnissen unterlag strikten Regulierungen und war ausschließlich staatlich lizenzierten Verlagen und Medien gestattet. Auch der Rundfunk stand während der Ära Nyýazow vollständig unter staatlicher Kontrolle; sämtliche verfügbaren Sender gehörten zum Turkmenischen Rundfunk. Um die mediale Abschottung Turkmenistans und das Informationsmonopol der Regierung auszubauen, schränkte Nyýazow auch die Arbeit ausländischer Medien stark ein und stellte Journalisten unter die Aufsicht staatlicher Behörden. Insbesondere die anfangs einflussreichen russischen Medien wurden von Nyýazow stetig eingeschränkt und schließlich verboten. Die Äußerung von Kritik am Präsidenten war in den Medien des Landes generell verboten; regimekritische Stimmen oder Oppositionelle kamen in turkmenischen Medien nicht zu Wort. Die Berichterstattung der staatlichen Medien war von Propaganda geprägt und konzentrierte sich auf die Person Nyýazows, dessen Präsidentschaft einseitig positiv dargestellt wurde. Auf diese Weise trugen die staatlichen Medien gezielt und maßgeblich zur Etablierung des Personenkults um den turkmenischen Präsidenten bei. Im internationalen Vergleich rangierte Turkmenistan unter Nyýazow nach der Rangliste der Pressefreiheit von Reporter ohne Grenzen stets unter den Ländern mit dem geringsten Maß an Pressefreiheit. Im Jahr 2006 belegte Turkmenistan in der Rangliste von 168 Staaten den 167. und damit vorletzten Rang, unmittelbar hinter Eritrea und nur vor Nordkorea.
Auch in der Kultur war der Einfluss des Präsidenten umfassend. Im Laufe seiner Präsidentschaft verbot Nyýazow schrittweise Kinos, Oper, Ballett, Theater und Zirkus. Das Dekret zur Schließung sämtlicher Theater aus dem April 2001 begründete er mit dem angeblichen Widerspruch zwischen dem Theater und der politischen Kultur in Turkmenistan. Stattdessen würdigte Nyýazow andere Kulturformen, die „der nationalen Mentalität entsprechen“. Während seiner Herrschaft erfolgte der Bau des neuen Nationalmuseums Turkmenistans, das 1998 eröffnet wurde und vornehmlich der Glorifizierung des Präsidenten und der Vermittlung eines idealisierten Geschichtsverständnisses diente, sowie die Förderung der turkmenischen Teppichherstellung. Turkmenische Teppiche waren ein wiederkehrendes Element staatlicher Inszenierung. Es wurden Teppiche mit dem Porträt Nyýazows hergestellt, darunter ein Motivteppich mit dem Titel Goldenes Zeitalter, der der Amtszeit Nyýazows gewidmet ist und 2011 als größter Teppich der Welt in das Guinness-World-Records-Buch aufgenommen wurde. Auch die Gründung des Turkmenischen Teppichmuseums, die Einführung des Tags des turkmenischen Teppichs und die Einrichtung einer Teppichbehörde fallen in die Amtszeit Nyýazows. Neben den Teppichen betonte Nyýazow die Bedeutung der Achal-Tekkiner-Pferde für die Tradition und Kultur der Turkmenen. In der Ruhnama bezeichnete er die Pferderasse als „Vorbild in Ausdauer, Schönheit und Reinheit“; sein Pferd Ýanardag ziert zudem das turkmenische Staatswappen. Der Tag des turkmenischen Pferdes und ein eigenes Ministerium für Pferde entstanden auf Anweisung Nyýazows.

### Außenpolitik

#### Etablierung nach der Unabhängigkeit

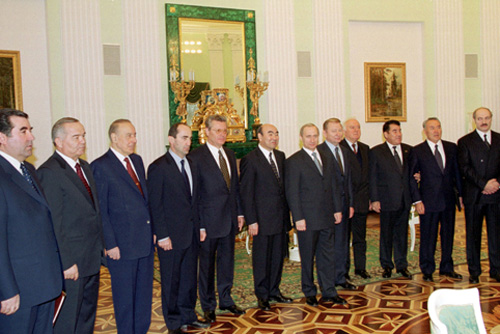
Nyýazow (Dritter von rechts) im Kreise der GUS-Staatschefs

In einem ersten außenpolitischen Positionspapier vom 1. Oktober 1991, wenige Wochen vor der offiziellen Unabhängigkeit Turkmenistans, beschrieb Nyýazow eine nicht-aggressive Außenpolitik sowie den Aufbau friedlicher Beziehungen zu anderen Nationen als vorrangige Aufgaben der turkmenischen Außenpolitik. Am 28. Oktober 1991 verabschiedete der Oberste Sowjet als damaliges Legislativorgan Turkmenistans ein Gesetz über die fundamentalen Strukturen des Staates Turkmenistan, mit einem Bekenntnis zum Völkerrecht und zum Multilateralismus. Infolge der Gründung der Gemeinschaft Unabhängiger Staaten (GUS) durch Russland, die Ukraine und Belarus am 8. Dezember 1991 trat Nyýazow als Staatsoberhaupt des unabhängigen Staates Turkmenistan erstmals international in Erscheinung. Unter seinem Vorsitz kamen die Staatsoberhäupter der zentralasiatischen Republiken in Aşgabat zusammen und verständigten sich auf den Beitritt zur GUS, der am 21. Dezember 1991 vollzogen wurde.
Nachdem Bemühungen um eine engere Kooperation der ehemaligen Sowjetrepubliken Anfang 1992 keine konkreten Ergebnisse einbrachten, entwickelte Turkmenistan unter Nyýazow eine eigenständige Außenpolitik, mit dem Ziel der Stabilisierung des jungen Staates Turkmenistan und der Wahrung der Souveränität durch Ablehnung äußerer Einflussnahme. Im Februar 1992 nahm Turkmenistan offiziell diplomatische Beziehungen mit dem Iran und der Türkei auf. Gleichzeitig betonte Nyýazow, dass beide Staaten keinen Einfluss auf die Entwicklung des politischen, wirtschaftlichen und religiösen Systems in Turkmenistan hätten. Am 2. März 1992 trat Turkmenistan offiziell den Vereinten Nationen bei; bereits am 7. Februar 1992 war eine dementsprechende Resolution der UN verabschiedet worden.

#### Permanente Neutralität
Das zentrale Leitbild der turkmenischen Außenpolitik in der Ära Nyýazow stellte die permanente Neutralität Turkmenistans dar. Am 12. Dezember 1995 erkannten die Vereinten Nationen die permanente Neutralität Turkmenistans in einer Resolution offiziell an, daraufhin erklärte Nyýazow den 12. Dezember als Neutralitätstag zum Feiertag.
Die Neutralität Turkmenistans zeigte sich unter anderem in der vermittelnden Rolle der Regierung Nyýazows während des Tadschikischen Bürgerkriegs, der von 1992 bis 1997 tobte. Der damalige Generalsekretär der Vereinten Nationen, Kofi Annan, lobte explizit die Vermittlung der turkmenischen Regierung im Friedensprozess für Tadschikistan, der durch mehrere Verhandlungsrunden in der turkmenischen Hauptstadt Aşgabat maßgeblich vorangetrieben worden war. Auch im Krieg in Afghanistan und dem von US-Präsident George W. Bush ausgerufenen Krieg gegen den Terror blieb Turkmenistan unter Nyýazow weitestgehend neutral und erlaubte der US-geführten Koalition im Afghanistankrieg lediglich das Auftanken von Flugzeugen auf turkmenischem Territorium. Nyýazow selbst gab hinsichtlich des Afghanistankriegs bekannt, die turkmenische Regierung habe „keine ideologischen Präferenzen“, sondern handle nach „Vertrauen und gegenseitigem Nutzen“.

#### Diplomatische Beziehungen

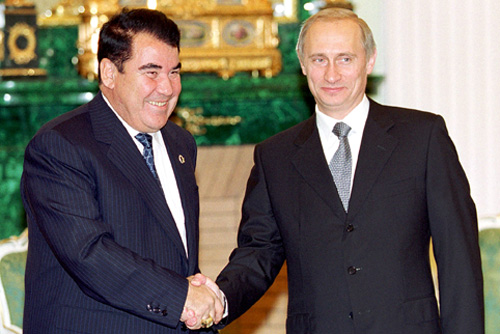
Nyýazow bei einem Treffen mit dem russischen Präsidenten Wladimir Putin, 2000

Das Verhältnis zu Russland basierte weiterhin auf der engen wirtschaftlichen Verflechtung aus der Sowjetära, wobei auch nach der Unabhängigkeit das Abhängigkeitsverhältnis der turkmenischen Wirtschaft von Russland im Energiesektor bestehen blieb. Spannungen in den turkmenisch-russischen Beziehungen ergaben sich aus dem Umgang mit den zahlreichen turkmenischen Oppositionellen im russischen Exil und aus der ausgeprägten Überwachung und Einschränkung der russischen Minderheit in Turkmenistan. Nyýazow war während seiner Präsidentschaft bestrebt, die Abhängigkeit von Russland zu mindern, und beendete deshalb die vollwertige Mitgliedschaft Turkmenistans in der vom Russland dominierten GUS im August 2005. Gleichzeitig bemühte sich Nyýazow um eine Zusammenarbeit mit anderen Partnern zur Erschließung neuer Absatzmärkte für die fossilen Energieträger aus Turkmenistan. Dabei standen die diplomatischen Beziehungen zum Iran, der Türkei und der Volksrepublik China im Fokus der turkmenischen Außenpolitik.

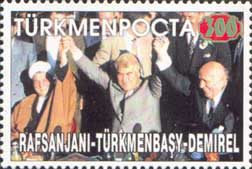
Turkmenische Briefmarke mit Nyýazow, Ali Akbar Hāschemi Rafsandschāni und Süleyman Demirel

Nach der Unabhängigkeit Turkmenistans entwickelten sich zum südlichen Nachbarland Iran enge diplomatische Beziehungen, beruhend auf kulturellen und historischen Gemeinsamkeiten und einer verstärkten wirtschaftlichen Zusammenarbeit. Der Iran stieg während der Amtszeit Nyýazows zum zweitgrößten Abnehmer von turkmenischem Erdgas auf und unterstütze die turkmenische Regierung mehrfach durch humanitäre Hilfen im Falle von Nahrungsmittelknappheiten, die in Turkmenistan immer wieder auftraten. Präsident Nyýazow unterhielt zum iranischen Staatspräsidenten Ali Akbar Hāschemi Rafsandschāni (1989–1997) ein enges Verhältnis und bezeichnete ihn als „Bruder Hāschemi“. Zudem betonte der turkmenische Präsident bei zahlreichen Anlässen die guten Beziehungen zwischen Turkmenistan und dem Iran sowie den gegenseitigen Respekt.
Die Beziehungen zur Türkei entwickelten sich nach der Unabhängigkeit Turkmenistans ebenfalls rasch. Die Zusammenarbeit erstreckt sich über kulturelle, wirtschaftliche und militärische Projekte. Insbesondere der turkmenische Banken- und Bausektor wurde nach der Unabhängigkeit maßgeblich von türkischen Unternehmen mitgestaltet und gefördert. Auch im Bereich der Sicherheitspolitik arbeiteten beide Staaten während der Präsidentschaft Nyýazows eng zusammen, wobei gemeinsame Militärmanöver durchgeführt und Geheimdienstinformationen ausgetauscht wurden. Die Bemühungen der türkischen Seite, Einfluss auf die Entwicklung des politischen Systems in Turkmenistan zu nehmen, waren jedoch nicht erfolgreich. Die von der türkischen Regierung angestrebte Umsetzung des sogenannten Türkischen Modells, das auf marktwirtschaftlichen Reformen, Säkularisierung und einer weiteren Demokratisierung beruht, lehnte Nyýazow strikt ab.
Eine Intensivierung der Beziehungen zur Volksrepublik China war eines der bedeutendsten außenpolitischen Vorhaben während der letzten Jahre von Nyýazows Präsidentschaft. Zwischen 2000 und 2006 versiebenfachte sich das Handelsvolumen zwischen beiden Staaten und die Volksrepublik stieg zu einem der wichtigsten Handelspartner Turkmenistans auf. Auch politisch erfolgte in diesem Zeitraum eine Annäherung, die Nyýazow durch drei Staatsbesuche in China aktiv unterstützte. Im April 2006 reiste er für sechs Tage in die Volksrepublik und traf dort den damaligen chinesischen Staatspräsidenten Hu Jintao. Beide Seiten bekundeten dabei die Absicht zum Ausbau der wirtschaftlichen Zusammenarbeit, unter anderem durch den geplanten Bau einer Erdgas-Pipeline von Turkmenistan in die Volksrepublik. Nyýazow selbst sprach im Zusammenhang mit den turkmenisch-chinesischen Beziehungen von „guten Chancen für Turkmenistan“.

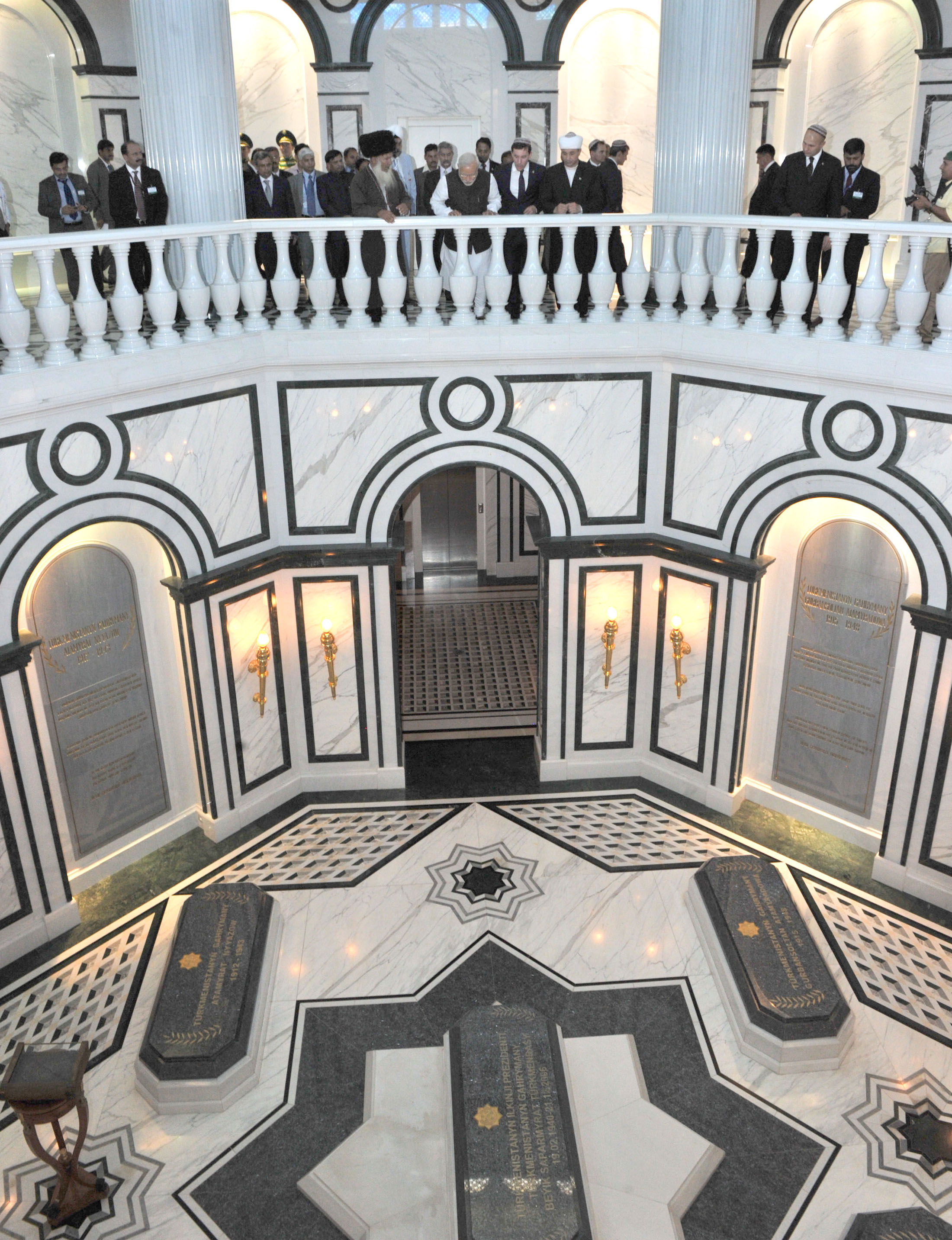
Das Mausoleum Nyýazows in Gypjak, hier beim Staatsbesuch des indischen Premierministers Narendra Modi im Juli 2015

### Tod und Nachfolge
Saparmyrat Nyýazow verstarb am 21. Dezember 2006 aufgrund eines Herzversagens. Beobachter befürchteten zu diesem Zeitpunkt, Turkmenistan könnte nach dem Tod Nyýazows ins Chaos stürzen. Die turkmenische Staatselite war bestrebt, jegliche Unruhen und äußere Einmischung während der Nachfolgeregelung zu unterbinden. Zu diesem Zweck wurden Militär und Polizei in Alarmbereitschaft versetzt und die Grenze zu Usbekistan geschlossen, da ein mögliches Eingreifen der Regionalmacht Usbekistan befürchtet wurde. Unmittelbar nach dem Tod Nyýazows berief Vize-Premierminister Gurbanguly Berdimuhamedow für den Morgen des 22. Dezember eine Sitzung des Nationalen Sicherheitsrats ein, bei der er selbst zum kommissarischen Präsidenten ernannt wurde. Parlamentspräsident Öwezgeldi Ataýew, der gemäß der Verfassung die Amtsgeschäfte hätte übernehmen sollen, war bereits zuvor seiner politischen Immunität beraubt und wenige Stunden nach dem Tod des Präsidenten inhaftiert worden. Berdimuhamedows Präsidentschaft begann mit einer Verhaftungs- und Entlassungswelle. Zahlreiche hochrangige Beamte und Amtsträger im Verteidigungsministerium und in der Armee wurden ersetzt. Der neue turkmenische Präsident kündigte vorsichtige Reformen an, bewirkte die Entlassung einiger politischer Gefangener und nahm einige der Gesetze aus der Ära Nyýazow zurück, insgesamt setzte er die von Nyýazow begründete autoritäre Tradition aber fort.
Das Begräbnis Nyýazows fand am 24. Dezember 2006 in seinem Geburtsort Gypjak statt, wo er in einem Mausoleum neben der monumentalen Türkmenbaşy-Ruhi-Moschee begraben wurde. Das Begräbnis wurde zu einer staatlich inszenierten Massenveranstaltung mit tausenden Teilnehmern, die dem verstorbenen Präsidenten die letzte Ehre erwiesen.

## Personenkult
International erregte Nyýazow vor allem durch einen Personenkult, der in Turkmenistan allgegenwärtig war, Aufsehen.

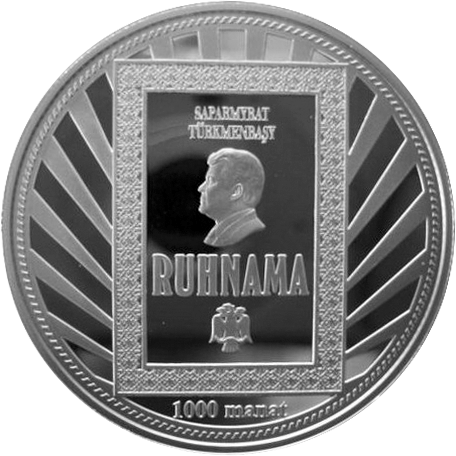
Die Ruhnama auf einer 1.000-Manat-Münze

### Ruhnama
Die Ruhnama, übersetzt Buch der Seele, wurde 2001 und 2004 in zwei Bänden veröffentlicht und bildete eine wichtige ideologische Grundlage des Personenkults um den Präsidenten. Die fünf Abschnitte des angeblich von  Nyýazow verfassten Werks decken ein breites Themenspektrum ab, darunter Autobiografisches, philosophische und ethische Elemente, Thesen zur Geschichte der Turkmenen, Hinweise zur Gestaltung des Alltags im modernen Turkmenistan sowie Perspektiven für Land und Bewohner. Das Buch verherrlicht die Person Nyýazows und etabliert einen turkmenischen Nationalismus, basierend auf teils erfundenen Behauptungen: So sei Turkmenistan vor Jahrtausenden das entwickeltste Land der Welt gewesen, das Rad sei ursprünglich hier erfunden worden, und turkmenische Gelehrte seien maßgeblich für technologischen und kulturellen Fortschritt Europas verantwortlich.
Das regelmäßige Studium der Ruhnama wurde zum Pflichtprogramm an Schulen und Universitäten, im staatlichen Fernsehen wurden regelmäßige Lesungen aus dem Buch des Präsidenten ausgestrahlt, und auch bei der Führerscheinprüfung wurden die Ruhnama-Kenntnisse der Prüflinge abgefragt. Bei Veranstaltungen und im öffentlichen Raum war die Ruhnama durch Zitate oder Abbildungen auf Plakaten und Spruchbändern omnipräsent. Bei Militärparaden in der turkmenischen Hauptstadt präsentierten zahlreiche Soldaten Exemplare der Ruhnama. Darüber hinaus wurde dem Werk des Präsidenten auch eine religiöse Bedeutung zugesprochen. Im März 2006 behauptete Nyýazow, dass jeder aufmerksame Leser der Ruhnama nach seinem Tod unmittelbar in den Himmel komme. So fand die Ruhnama auch Eingang in die Moscheen in Turkmenistan, wo sie neben dem Koran als heiliges Buch verehrt wurde.

### Ehrentitel
Nyýazow gab sich nach der Präsidentschaftswahl 1992 den offiziellen Beinamen Türkmenbaşy (deutsche Schreibweise zumeist Turkmenbaschi), übersetzt Führer der Turkmenen. Dieser Titel wurde seitdem sowohl in Turkmenistan als auch in ausländischen Medien als Bezeichnung für Nyýazow verwendet. Der Titel Turkmenbaschi verweist auf seine Funktion als Führer der Turkmenen und als Gründer sowie Vorsitzender der 1991 gegründeten Humanitären Vereinigung der Turkmenen der Welt, die ethnische Turkmenen verschiedener Länder vereinigen soll, darunter die bedeutenden turkmenischen Minderheiten im Irak, Afghanistan und Iran. Die Langform seines Titels lautete Beýik Saparmyrat Türkmenbaşy, übersetzt Saparmurat der Große, Führer der Turkmenen.
Auch die in der Nyýazow-Ära weitverbreitete Parole Halq, Watan, Türkmenbaşy, übersetzt Volk, Vaterland, Führer der Turkmenen, trug zur Etablierung dieses Ehrentitels bei. Ein weiterer häufig verwendeter Ehrentitel des Präsidenten lautete Diamantenkranz des Volkes, auch die Bezeichnungen Vater oder Lehrer wurden in den staatlichen Medien verwendet. Bei den regelmäßigen Auftritten des Präsidenten in den beiden Kammern des turkmenischen Parlaments überboten sich die Abgeordneten zudem mit Lobpreisungen des Präsidenten, der als Verkörperung der Gerechtigkeit, großer Visionär oder geliebter Vater gepriesen wurde.

### Bauvorhaben

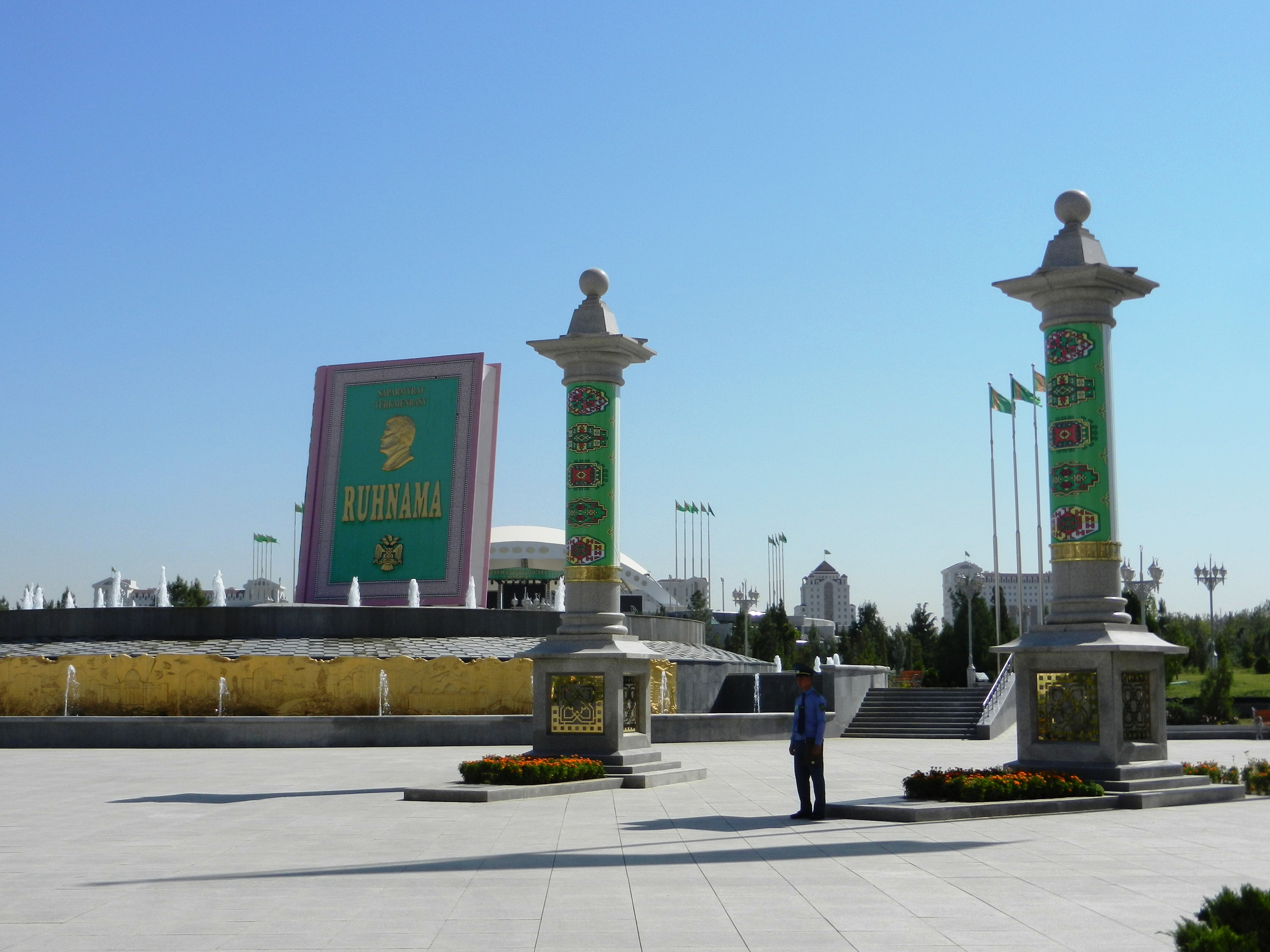
Das Ruhnama-Monument in Aşgabat

Die Flagge Turkmenistans nach 1997

Der Personenkult um Nyýazow zeigte sich auch in der Errichtung zahlreicher Statuen des Präsidenten im ganzen Land sowie in mehreren Monumentalbauten in der Region Aşgabat, die der Verehrung des Präsidenten und seiner Taten dienten. Während der Präsidentschaft Nyýazows wurde Aşgabat als Stadt des weißen Marmors bekannt, aus dem zahlreiche Prachtbauten in der turkmenischen Hauptstadt errichtet wurden, darunter der Neutralitätsbogen mit einer goldenen Statue Nyýazows an der Spitze, die mit dem Stand der Sonne rotierte, das neue Terminal des Flughafens Aşgabat, das Unabhängigkeitsdenkmal sowie das Ruhnama-Monument, eine neun Meter hohe Darstellung des Buches, das sich jeden Abend mechanisch öffnete. Mitte der 1990er-Jahre ordnete Nyýazow zudem an, in der Hauptstadt neue Gebäude für sämtliche Ministerien und mehrere Luxushotels zu errichten, die dann allerdings nur zu etwa 30 % ausgelastet waren. Insgesamt stand die kostspielige Baupolitik des Präsidenten in starkem Kontrast zu staatlichen Einsparungen in der Sozial- und Gesundheitspolitik: Unmittelbar nach der Entlassung von 15.000 Beschäftigten im staatlichen Gesundheitssektor verkündete Nyýazow den Bau eines neuen Gebäudes für das Gesundheitsministerium, der mit 12 Millionen US-$ aus dem Budget des Ministeriums finanziert wurde. Ein weiteres Projekt des turkmenischen Präsidenten war die Anlage des Gesundheitspfads Aşgabat im Kopet-Dag-Gebirge, der die körperliche Verfassung des turkmenischen Volkes verbessern helfen sollte und nach der Fertigstellung von sämtlichen Kabinettsmitgliedern unter Beaufsichtigung durch den Präsidenten bewältigt werden musste. Außerhalb der Hauptstadt zählten die Tourismuszone Awaza am Ufer des Kaspischen Meeres und die Türkmenbaşy-Ruhi-Moschee in Nyýazows Geburtsstadt Gypjak zu seinen größten Bauprojekten.

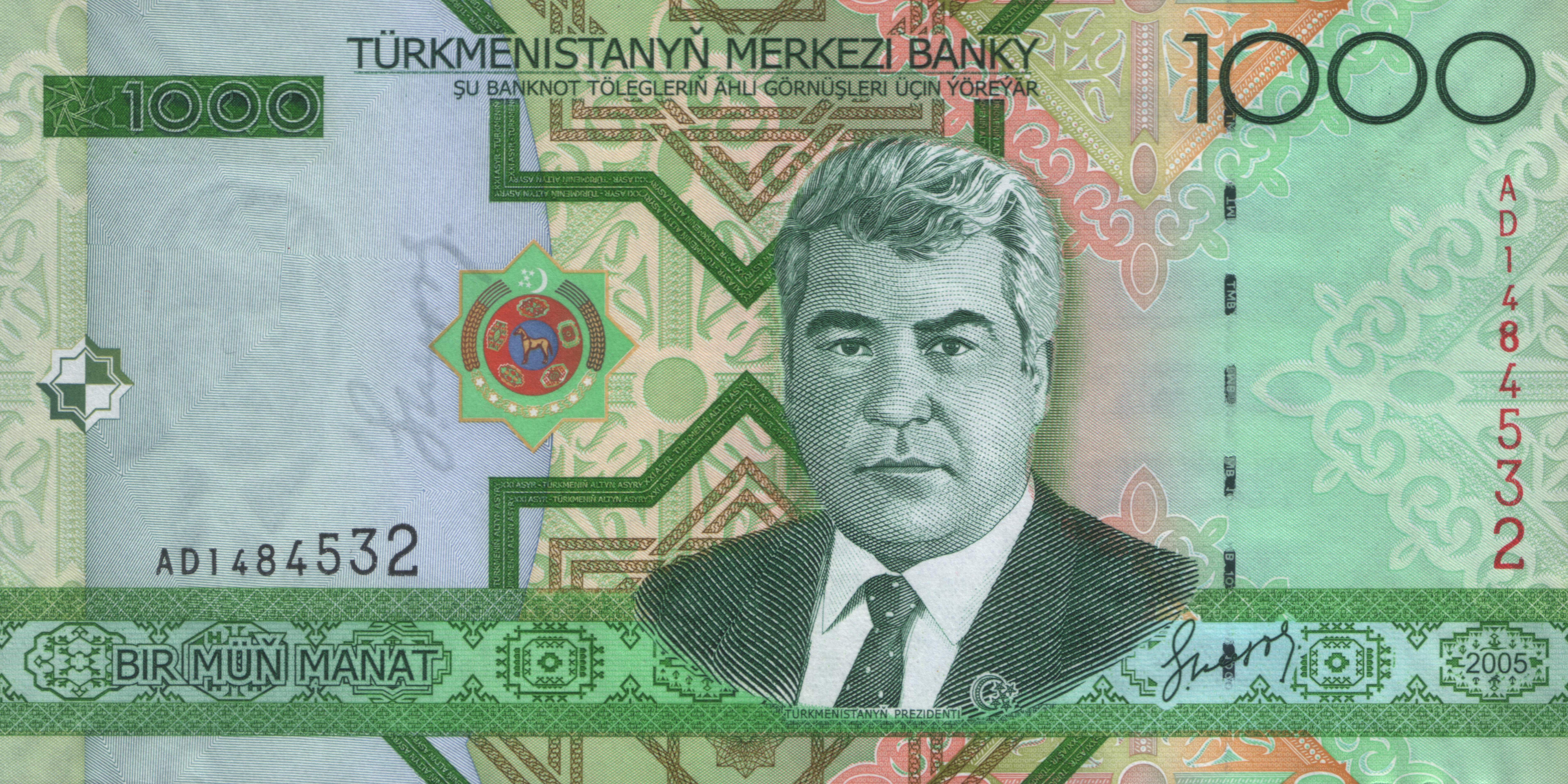
Ein 1.000-Manat-Schein mit dem Porträt des Präsidenten und dem Wappen Turkmenistans

### Nationalsymbolik und Namensgebung
Als erster Präsident des unabhängigen Turkmenistan hatte Nyýazow maßgeblichen Einfluss auf die Gestaltung der nationalen Symbole des Landes. Die Flagge Turkmenistans wurde in ihrer ursprünglichen Form 1992 eingeführt und gilt aufgrund der traditionellen Teppichmuster als komplizierteste Flagge der Welt. Die Gestaltung der Flagge wurde nach ihrer Einführung auf Vorschlag des Präsidenten in Gestaltung und Abmessung leicht verändert, 1997 wurden die beiden Olivenzweige im unteren Bereich der Flagge als Symbol für die permanente Neutralität Turkmenistans ergänzt. Das Wappen Turkmenistans besteht in seiner heutigen Form seit 2003 und zeigt in der Mitte den Achal-Tekkiner-Hengst Ýanardag aus dem persönlichen Besitz Nyýazows. Die Nationalhymne Turkmenistans in ihrer ursprünglichen Form war geprägt von dem Personenkult um Nyýazow, Turkmenistan wurde darin als „großartige Schöpfung Turkmenbaschis“ gepriesen. Die von Nyýazow geprägte Nationalsymbolik ist bis heute in weiten Teilen erhalten geblieben. Lediglich der Text der Nationalhymne wurde 2008 geändert, dort heißt es seitdem „großartige Schöpfung des Volkes“. Auch von Nyýazow begründete Feiertage wie der Tag der Neutralität und der Tag der turkmenischen Melone haben über seine Präsidentschaft hinaus Bestand.
Während der Präsidentschaft Nyýazows wurden zahlreiche Gebäude, Einrichtungen und Orte umbenannt. Nach dem Präsidenten selbst sind die Stadt Türkmenbaşy, der Flughafen Aşgabat (Flughafen des Turkmenenführers Saparmyrat), ein Meteorit und der Monat Januar benannt. Der Monat April wurde unterdessen auf Anweisung Nyýazows nach seiner Mutter, die als Gurbansoltan-eje bekannt war, benannt. Außerdem wurde Gurbansoltan als neue Bezeichnung für Brot in der turkmenischen Sprache eingeführt. Auch andere Monate und Wochentage wurden durch Nyýazow umbenannt: der September wurde zu Ruhnama, und der Dezember trug nun den Namen Neutralität. Die neuen Namen der Monate und Tage wurden im Jahr 2008 von Nyýazows Nachfolger Berdimuhamedow wieder rückgängig gemacht.

## Wahrnehmung im Ausland
Die Bewertung Nyýazows im Ausland fiel insgesamt kritisch aus. Während die Volksrepublik China und Russland enge diplomatische Kontakte mit Turkmenistan unterhielten und es zu regelmäßigen Treffen des chinesischen und russischen Präsidenten mit ihrem turkmenischen Amtskollegen kam, herrschte in der Europäischen Union und in den Vereinigten Staaten eine distanziertere Haltung zum turkmenischen Regime vor. In den Vereinigten Staaten unter George W. Bush standen zunächst die strategischen und wirtschaftlichen Interessen in Turkmenistan im Vordergrund, unter anderem kooperierten die beiden Staaten bei der Grenzsicherung, im Gesundheitswesen sowie bei der Bekämpfung von Drogenhandel und Terrorismus. Infolge des verschärften Vorgehens gegen die Opposition und vermehrter Berichte über Menschenrechtsverletzungen in Turkmenistan kam es im Jahr 2003 zu einer deutlichen Abkühlung der turkmenisch-amerikanischen Beziehungen. Am 1. Mai 2003 verabschiedete der Senat der Vereinigten Staaten eine Resolution, in der die turkmenische Regierung um Nyýazow dazu aufgefordert wurde, die Menschenrechtslage in Turkmenistan zu verbessern, einen Demokratisierungsprozess einzuleiten und politische Gefangene wie den ehemaligen Außenminister Şyhmyradow freizulassen. In Zusammenarbeit mit Russland unterstützte die US-Regierung darüber hinaus eine UN-Resolution zur Menschenrechtslage in Turkmenistan, die im Dezember 2004 verabschiedet wurde und worin „schwerwiegende Sorge hinsichtlich der erheblichen und anhaltenden Menschenrechtsverletzungen vorkommend in Turkmenistan“ geäußert wurde.
Auch die Europäische Union legte in ihrem Strategiepapier für Zentralasien aus dem Jahr 2002 strategische Interessen in der Region und in Turkmenistan fest, kritisierte aber gleichzeitig die Entwicklung in Turkmenistan. Als Interessen in Zentralasien wurden die Friedenssicherung in der Region, die Förderung der Demokratisierung und eine stärkere wirtschaftliche Kooperation im Energiesektor festgelegt. Die Zusammenarbeit mit Turkmenistan wurde aufgrund der Menschenrechtslage in Turkmenistan jedoch eingeschränkt. In dem Strategiepapier wurde Nyýazow als „schlimmstes Beispiel“ für die Entwicklung autoritärer Systeme in Zentralasien bezeichnet, die Einschränkung der Religionsfreiheit und die Unterdrückung der Opposition wurden darüber hinaus explizit kritisiert. In diesem Sinne äußerte sich auch der damalige deutsche Außenminister Frank-Walter Steinmeier, der Turkmenistan am 2. November 2006 besuchte. Bei dem Besuch kam es zu einem Gespräch zwischen dem Steinmeier und Nyýazow, im Anschluss sprach der Außenminister von „großen Differenzen“. Nyýazow wiederum beschuldigte die EU „subversiver Aktivitäten“, nachdem die Europäische Union verstärkt die Menschenrechtslage in Turkmenistan kritisiert hatte.
Während der Präsidentschaft Nyýazows versuchten verschiedene Nichtregierungsorganisationen wie Amnesty International, Human Rights Watch und die Internationale Helsinki-Föderation für Menschenrechte, durch regelmäßige Berichte über die Menschenrechtslage in Turkmenistan Aufmerksamkeit für das Thema zu generieren. Neben den Menschenrechtsverletzungen war auch der Regierungsstil Nyýazows gelegentlich Thema in deutschsprachigen Medien, dabei wurde Nyýazow als „seltsamer Diktator“, „exzentrischer Despot“ und „bizarrster Diktator der Welt“ bezeichnet. Aufgrund der autoritären Herrschaft und des ausschweifenden Personenkults wurde das Regime Nyýazows regelmäßig mit der Herrschaft des damaligen nordkoreanischen Staatschefs Kim Jong-il verglichen, die mediale und öffentliche Aufmerksamkeit bezüglich der Situation in Turkmenistan blieb jedoch weit hinter jener zur Situation in Nordkorea zurück.

## Nachwirkung

### In Turkmenistan
Die Ära Nyýazow ist bis heute prägend für die Entwicklung Turkmenistans. Die unter Nyýazow geschaffenen politischen und gesellschaftlichen Strukturen wurden weitestgehend beibehalten, sodass Turkmenistan weiterhin als eines der isoliertesten Länder der Welt gilt. Gurbanguly Berdimuhamedow, der zweite Präsident in der Geschichte Turkmenistans, knüpfte an den Regierungsstil seines Amtsvorgängers an. Trotz einiger politischer Reformen, darunter die erstmalige Kandidatur von Gegenkandidaten bei der Präsidentschaftswahl 2007 und die Gründung mehrerer registrierter Parteien, die erstmals bei der Parlamentswahl 2013 antreten konnten, änderte sich an der politischen Situation de facto nur wenig. Der Präsident verfügt weiterhin über nahezu uneingeschränkte Macht, Oppositionelle werden verfolgt und Grundrechte sind stark eingeschränkt. Vor der Präsidentschaftswahl 2007 kündigte Berdimuhamedow Reformen in den Bereichen Digitalisierung, Hochschulbildung, Gesundheit und Rente an. Im Zuge dieser Reformbestrebungen wurden die deutlichen Einsparungen im Gesundheits- und Bildungssystem teilweise revidiert, eine umfassende politische Neuausrichtung blieb allerdings aus.
Eine deutlichere Entwicklung ist in der Wahrnehmung Nyýazows in Turkmenistan zu erkennen. Bald nach der Machtübernahme durch Berdimuhamedow begann dieser, den Personenkult um seinen Vorgänger stark einzuschränken und schrittweise durch einen Kult um seine eigene Person zu ersetzen. Symbolische Schritte auf diesem Weg waren unter anderem die Versetzung des Neutralitätsbogens mit der goldenen Statue Nyýazows an den Rand von Aşgabat, die Abschaffung der verpflichtenden Ruhnama-Lektüre an Schulen und Universitäten, die Änderung des Textes der Nationalhymne sowie der Bau des neuen Oghus-Khan-Palastes, der den alten Palast Nyýazows an Größe und Prunk deutlich übertraf. Die positive Würdigung Nyýazows als zentrale Figur der turkmenischen Geschichte bleibt dabei ungebrochen, einzig der allgegenwärtige und teilweise religiöse Kult um den ersten Präsidenten Turkmenistans wurde weitestgehend abgeschafft.

### Im Ausland
Bereits in den Kondolenzäußerungen nach dem Tod Nyýazows erhofften ausländische Stellen eine Intensivierung der wirtschaftlichen und politischen Zusammenarbeit mit Turkmenistan, befürchteten aber auch eine Destabilisierung des Staates. Der damalige Präsident der Volksrepublik China, Hu Jintao, nannte Nyýazow einen „vertrauten Freund“ und betonte die Absicht der Volksrepublik, die Beziehungen zu Turkmenistan weiter zu stärken. US-Präsident Bush ließ über seinen Sprecher bekanntgeben, dass er einen „weiteren Ausbau der Beziehungen zu Turkmenistan“ anstrebe, die zu einer „glänzenden Zukunft“ für Turkmenistan beitragen könnten. Ähnlich äußerte sich der russische Präsident Putin, der eine „Stärkung unserer Partnerschaft im wahren Interesse der Bevölkerung Russlands und Turkmenistans“ anstrebte. Der damalige Außenminister Kasachstans, Qassym-Schomart Toqajew, betonte nach dem Tod Nyýazows, dass „Kasachstan in keinerlei militärische Auseinandersetzung in Turkmenistan involviert sein wird“ und verwies damit auf die drohende Destabilisierung Turkmenistans.
Insgesamt nahmen die diplomatischen Aktivitäten ausländischer Staaten in Turkmenistan mit dem Tod Nyýazows zu und auch die turkmenische Exilopposition versuchte verstärkt Einfluss auf die Entwicklung in Turkmenistan zu nehmen. Auf diplomatischer Ebene war insbesondere Russland an einer raschen Klärung der Machtfrage und politischer Konstanz in Turkmenistan interessiert, um die turkmenischen Erdgas- und Erdöllieferungen nach Russland zu garantieren und eine Destabilisierung im russischen Einflussbereich zu vermeiden. Auf regionaler Ebene war Nyýazows Außenpolitik durch Isolation und die Ablehnung einer verstärkten regionalen Zusammenarbeit gekennzeichnet. Die Regierung Kasachstans drängte demzufolge auf eine Öffnung des Landes und eine Verbesserung der Handelsbeziehungen, während die usbekische Regierung auch aufgrund der langen usbekisch-turkmenischen Grenze vor allem eine friedliche Lösung der Nachfolgefrage anmahnte. Das Verhältnis zu den USA und der Europäischen Union war mit den Verschärfungen der staatlichen Repressionen ab dem Jahr 2002, auf die die USA und die EU mit Sanktionen sowie dem Ausschluss von Entwicklungshilfe reagiert hatten, an einem Tiefpunkt angelangt. Nach der Ankündigung von Reformen durch Berdimuhamedow erfolgte eine vorsichtige Annäherung des Westens zu Turkmenistan.

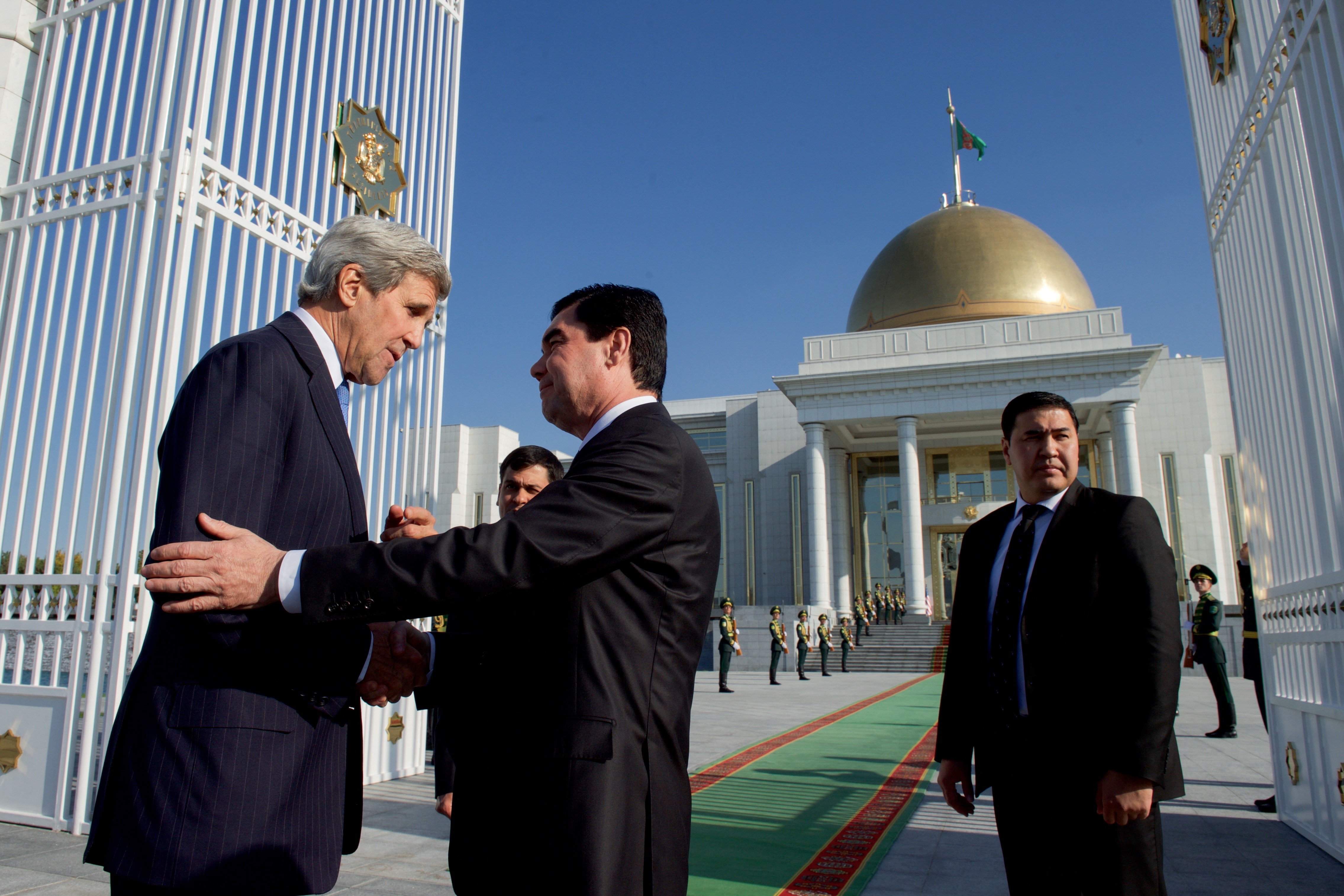
Gurbanguly Berdimuhamedow empfängt US-Außenminister John Kerry vor dem Oguz-han-Präsidentenpalast

Mit der Stabilisierung des neuen Regimes um Präsident Berdimuhamedow wurden die Möglichkeiten der äußeren Einflussnahme wieder stark eingeschränkt. Außenpolitisch knüpfte Berdimuhamedow an die Neutralitätspolitik seines Vorgängers an und trieb Projekte zur Diversifizierung der Absatzmärkte für turkmenische Ressourcen wie die Turkmenistan-Afghanistan-Pakistan-Pipeline voran. Die Wahrnehmung Turkmenistans im Ausland ist durch diese Anknüpfung an die außenpolitischen Prinzipien und das politische System aus der Ära Nyýazow immer noch stark durch die Amtszeit des ersten Präsidenten Turkmenistans geprägt.

### Auslandskonten
Nach dem Tod Nyýazows entwickelte sich eine Debatte über den Umgang mit turkmenischen Staatsgeldern, die auf Auslandskonten lagerten. Die britische Nichtregierungsorganisation Global Witness veröffentlichte eine Recherche, wonach sich auf Konten der Deutschen Bank Beträge von zwei bis drei Milliarden US-Dollar aus dem Export von Erdgas, Erdöl und Baumwolle aus Turkmenistan befänden, die der persönlichen Kontrolle Nyýazows unterlägen. Den Recherchen von Global Witness zufolge agierte die Deutsche Bank seit 1995 als „Banker des Regimes“ und verwaltete die Einnahmen aus dem turkmenischen Export im Auftrag Nyýazows. Bereits im Oktober 2006 bestätigte die Deutsche Bank auf Anfrage von Global Witness, dass ein Konto der Turkmenischen Zentralbank zur Abwicklung des internationalen Zahlungsverkehrs bei der Deutschen Bank vorhanden sei. Gleichzeitig bestritt die Deutsche Bank jeglichen Verstoß gegen die Richtlinien im Umgang mit politisch exponierten Personen. Die Bundesanstalt für Finanzdienstleistungsaufsicht (Bafin) bestätigte nach einer stichprobenartigen Untersuchung der Transaktionen, dass die Deutsche Bank im Einklang mit deutschem Bankenrecht gehandelt habe. Nach dem Tod Nyýazows forderte Global Witness die Bank zur Offenlegung und vorläufigen Einfrierung der Einlagen des Verstorbenen auf. Das Frankfurter Geldhaus wies die Forderung mit Verweis auf das Bankgeheimnis zurück und bestritt im Juli 2007, einen persönlichen Fonds des ehemaligen turkmenischen Präsidenten zu verwalten. Sämtliche Einlagen seien unter der Kontrolle der Turkmenischen Zentralbank. Der ehemalige Präsident der turkmenischen Zentralbank Orazow bestätigte, formal die Kontrolle über die Einlagen gehabt zu haben, jedoch habe er für jede Transaktion eine Genehmigung des Präsidenten benötigt, dieser habe die Einlagen somit de facto kontrolliert. Führende Vertreter der Republikanischen Partei Turkmenistans, einer der bedeutendsten Gruppierungen der turkmenischen Exilopposition, forderten Kanzlerin Angela Merkel zu einer offiziellen Untersuchung der Beziehung zwischen der Deutschen Bank und Nyýazow auf. Eine Aufklärung der Geldströme blieb allerdings weitestgehend aus, der Verbleib der Auslandsguthaben Nyýazows ist nicht geklärt. Weitere Recherchen ergaben, dass die ausländischen Währungsreserven unter Präsident Berdimuhamedow stark anstiegen auf circa 20 Milliarden US-Dollar im Jahr 2009. Die Zusammenarbeit der turkmenischen Regierung und der Deutschen Bank wurde auch unter dem neuen Präsidenten fortgesetzt. Es ist bislang jedoch unklar, ob Konten bei der Deutschen Bank zur Geldwäsche und Veruntreuung von Staatsgeldern durch Nyýazow genutzt wurden.